# 上海世界博覽會澳門籌備辦公室
上海世界博覽會澳門籌備辦公室。是澳門特別行政區為參與2010年上海世界博覽會而成立的政府部門。

## 設立的緣由
- 澳門特別行政區將參與該屆博覽會，需要處理繁重且技術專門的籌備和協調聯繫工作；
- 需確保參與該博覽會的各項籌備工作能夠有效順利地推進。[1]

## 組織法例
- 第63/2008號行政長官批示（2008年3月17日《澳門特別行政區公報》）

設立上海世界博覽會澳門籌備辦公室。
- 第72/2008號行政長官批示（2008年3月26日《澳門特別行政區公報》）

委任上海世界博覽會澳門籌備辦公室主任。

## 職責
籌備、開展及處理與澳門特別行政區參與2010年上海世界博覽會有關的各項工作。

## 部門的葡文名稱
此辦公室之葡文名稱為，其中「Shanghai」一字為英文拼音，並沒有採納葡文正式譯名「Xangai」。